# كورة درق (غويجة بل)
کورة درق (بالفارسية: کوره‌درق) هي منطقة سكنية تقع في إيران في قسم غويجة بل الریفي. يقدر عدد سكانها بـ 111 نسمة .